# Philips VG-8020
| QS-Informatik | Dieser Artikel wurde wegen inhaltlicher Mängel auf der Qualitätssicherungsseite der Redaktion Informatik eingetragen. Dies geschieht, um die Qualität der Artikel aus dem Themengebiet Informatik auf ein akzeptables Niveau zu bringen. Hilf mit, die inhaltlichen Mängel dieses Artikels zu beseitigen, und beteilige dich an der Diskussion! (+) Begründung: Überarbeitung notwendig: Fließtext (Formulierungen verbessern, Stichpunkte auflösen). Strukturieren und Inhalt ergänzen. Knurrikowski (Diskussion) 14:49, 11. Apr. 2016 (CEST) |

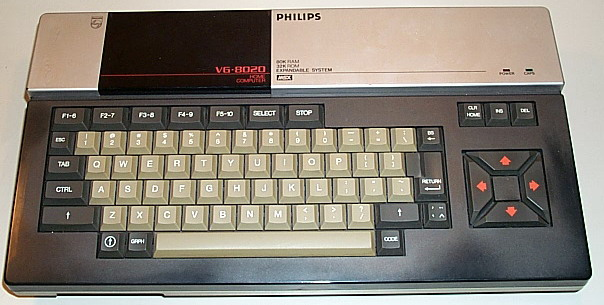
Philips VG-8020

Philips VG-8020 ist ein MSX-Heimcomputer von Philips, der 1984 auf den Markt gebracht wurde.

## Beschreibung

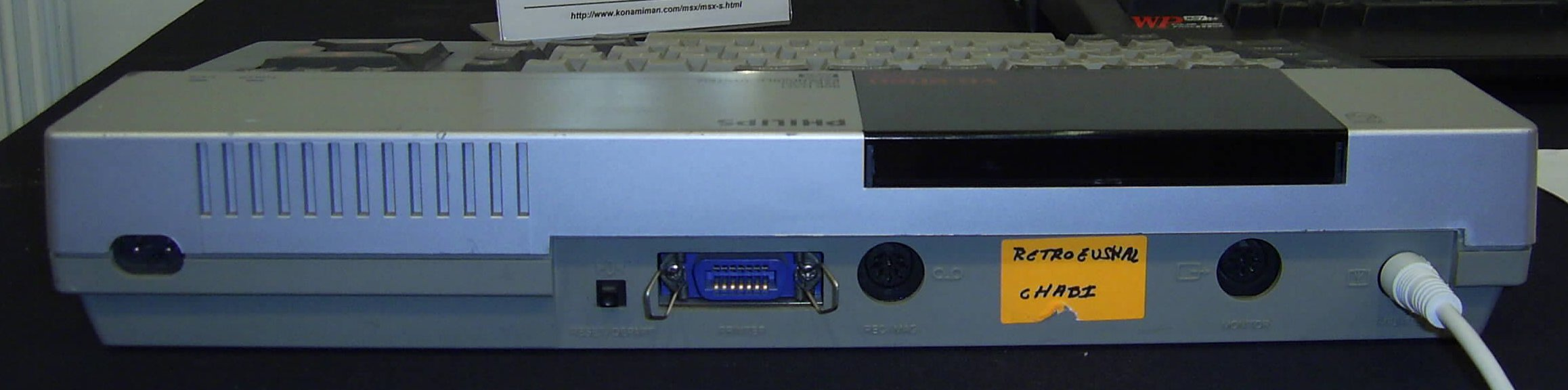
Rückseite

Die Tastatur des Computers bestand im Gegensatz zu seinem Vorgänger Philips VG-8010 aus qualitativ hochwertigen Schreibmaschinentasten. Die Cursortasten wurden als separater Block angeordnet. Das Tastenschema entsprach dem amerikanischen ASCII-Standard QWERTY. Es gab keine Tasten für Umlaute. Die Funktionstasten wurden auf fünf beschränkt.
Das Netzteil wurde in das Gehäuse integriert. Der Computer ist mit einem Zilog Z80A-Prozessor mit einer Taktfrequenz von 3,58 MHz ausgestattet und hat über 64 KB RAM wovon 29 KB aus dem BASIC adressierbar waren. Der Speicher war erweiterbar auf 128 KB und bestand zusätzlich aus 16 KB Video-RAM und 32 KB ROM. Er hatte somit doppelt so viel Arbeitsspeicher, wie der fast gleichzeitig erschienene Phillips VG-8010.
Zu seinen Schnittstellen gehörten zwei Modulports, die sich unter einer rauchfarbenen Abdeckung befanden. Zu seinen Schnittstellen gehörten zudem eine Centronics-Schnittstelle, ein Kassettenanschluss, ein Video-Ausgang, ein HF-Antennen-Anschluss und zwei Joystick-Ports an der Gerätefront.
Für diese Computermodelle von Philips gab es umfangreiches Zubehör wie Monitore, Drucker, Floppy-Disk-Station, Joysticks, Kassettenrekorder (D-6600/60P) und Speichererweiterungen bis zu 144 KB.
Der Computer war aufgrund eines Bugs nicht völlig kompatibel zu anderen MSX-1-Systemen, konnte aber mit einem Workaround (POKE -1,170) vor dem Starten eines Programms korrigiert werden.

## Varianten
- VG-8020/00 PAL (QWERTY-Tastaturlayout)
- VG-8020/19 SECAM (AZERTY-Tastaturlayout)
- VG-8020/20 PAL (QWERTY-Tastaturlayout) und ein erweitertes Motherboard.